# Mount Waddington
Mount Waddington är ett berg i Kanada. Det ligger i provinsen British Columbia, i den sydvästra delen av landet. Toppen på Mount Waddington är 4 016 meter över havet.
Mount Waddington är den högsta punkten i Waddington Range. Det finns inga samhällen i närheten.
Trakten runt Mount Waddington är permanent täckt av is och snö.